# Im Auftrag des Königs – Zwei Bildhauer in Berlin
Im Auftrag des Königs – Zwei Bildhauer in Berlin ist ein Dokumentarfilm des DEFA-Studios für Dokumentarfilme von Heide Gauert aus dem Jahr 1987, der im Auftrag des Fernsehens der DDR gedreht wurde.

## Handlung
Der Film beginnt mit den Aufnahmen eines Schwertransportes im Jahr 1980, mit dem das Reiterstandbild Friedrichs des Großen von Christian Daniel Rauch aus dem Park Sanssouci zurück an die Stelle Unter den Linden in Berlin gebracht wird, an der es fast 100 Jahre gestanden hatte. In dem Film geht es um Legende und Wahrheit, sowie um Geschichte in Stein, Metall und auf Fotografien. So werden Bilder gezeigt, die 1956 aufgenommen wurden, als die Quadriga wieder auf das Berliner Brandenburger Tor zurückkehrte. Denkmale sprechen die Sprache der Kunst und Vergangenheit, die in diesen beiden Fällen von Johann Gottfried Schadow und Christian Daniel Rauch gestaltet wurden. Beide Bildhauer, die in ihrem Leben drei Königen dienten, haben ihre letzte Ruhestätte auf dem Friedhof der Dorotheenstädtischen und Friedrichswerderschen Gemeinden gefunden. Beide selbstbewusste und königstreue Künstler genießen zu Lebzeiten die Gunst des Herrscherhauses, sind Kollegen und Konkurrenten.  
Gottfried Schadow beschließt 1778 Bildhauer zu werden und wird Schüler des Hofbildhauers Antoine Tassaert. Als der ihn mit seiner Tochter verheiraten will, mit der Aussicht einmal seine Nachfolge antreten zu können, zieht er es aber vor, mit seiner großen Liebe Marianne Devidels nach Italien zu reisen. Im Jahr 1787 kehren beide, inzwischen verheiratet, aus Rom kommend, wieder nach Berlin zurück. Nach dem Tod Antoine Tassaerts überträgt ihm der König erst die Beendigung dessen letzter Arbeit, das Grabmal des in jungen Jahren verstorbenen Alexander von der Mark, und dann das Amt des Hofbildhauers. Im Alter von 25 Jahren hat er so bereits seine ersten Schüler, zu denen auch Christian Daniel Rauch gehört. Rauch dient als Lakai der königlichen Familie. Königin Luise erlaubt ihm, sich in seiner freien Zeit der Bildhauerei zu widmen und von Schadow erhält er den Auftrag, die Reliefs über den Türen seines Hauses anzufertigen.
Obwohl Schadow seinen Schüler beim König protegiert, dauert es noch sieben Jahre, bis Rauch aus dem Lakaiendienst entlassen wird. Doch dann erhält er eine Pension aus dem Königshaus für eine Studienreise nach Italien, die er umgehend antritt. Auf seinem Weg gerät er mitten in den Eroberungskrieg Napoleons, der ihn, nach eigenen Angaben, seelisch krank macht. Im Jahr 1806 erreichen die französischen Soldaten das Berliner Stadtgebiet, weshalb Friedrich Wilhelm III. nach Memel flüchtet. Napoleon verhält sich so, wie alle Eroberer und entfernt alle Erinnerungen an König Friedrich II. Er lässt auch die Quadriga vom Brandenburger Tor entfernen und nach Paris bringen. Über zwei Jahre dauert die Besetzung, für die auch Schadow Opfer bringen muss. 
Im Jahr 1810 stirbt Königin Luise im Alter von 34 Jahren. Eigentlich müsste jetzt der Hofbildhauer das Mausoleum gestalten, der auch umgehend mit den Planungen beginnt. Da dieser jedoch dem König etwas unbehaglich geworden ist, bekommt Christian Daniel Rauch diesen Auftrag, der damit im Alter von 33 Jahren seinen ersten großen Auftrag erhält. Das Ergebnis strahlt von einer Eleganz, die ihm Gunst seines Königs bis an dessen Lebensende einbringt. 1818 kehrt Rauch endgültig nach Berlin zurück und eröffnet 41-jährig mit seinem Freund Christian Friedrich Tieck Nahe der Klosterkirche seine Werkstatt. Zu den, nach dem Sieg über die Franzosen, entstehenden Werken gehören auch die berühmten in Bronze gegossenen deutschen Heerführer und er sorgt auch dafür, dass die Quadriga seines Lehrers wieder nach Berlin zurückkommt. Schadow erhält ab 1822 kaum noch Aufträge, da ihn sein König anscheinend vergessen hat, weshalb er den Spruch: „Schadows Ruhm ist in Rauch aufgegangen“ geäußert haben soll. Jedoch hat er weiterhin genug Arbeit, er bildet Schüler aus und zeichnet sehr viel. 
Am 31. Mai 1851 erfolgt die feierliche Einweihung des Reiterstandbilds Friedrichs des Großen in der Straße Unter den Linden. Bereits am Abend zuvor hat Christian Daniel Rauch dafür den Stern des Roten Adlerordens erhalten. Auf dem Sockel sind die realen Persönlichkeiten abgebildet, die den König Friedrich Wilhelm II. umgaben, unter ihnen die aufgeklärten Geister des 18. Jahrhunderts. Die Geschichte des Denkmals ist lang, bereits 1786 reicht Johann Gottfried Schadow einen ersten Entwurf ein, dem noch weitere Entwürfe anderer Künstler folgen. Im Jahr 1835 geht der Auftrag endgültig an Christian Daniel Rauch.  

## Produktion und Veröffentlichung
Im Auftrag des Königs – Zwei Bildhauer in Berlin wurde im Jahr 1987 von der Produktionsgruppe forum im 35-mm-Format auf ORWO-Color gedreht und hatte seine Erstausstrahlung am 11. Mai 1987 im 1. Programm des Fernsehens der DDR. Die erste nachweisbare Aufführung auf einer großen Leinwand fand am 10. September 1987 im Rahmen der Reihe Angebote im Berliner Kino Babylon statt.
Für die Dramaturgie war Elke Schieber zuständig und den Text schrieb Eckhard Mieder.

## Auszeichnungen
- 1987: Staatliches Prädikat: „Wertvoll“